# Québec—Montmorency
Pour les articles homonymes, voir Québec (homonymie) et Montmorency.
Québec—Montmorency est une ancienne circonscription électorale fédérale située dans la région de Québec au Québec. Elle fut représentée de 1925 à 1968.

## Historique
La circonscription a été créée en 1924 avec des parties de Charlevoix—Montmorency et de Comté de Québec. Elle fut abolie en 1966 et redistribuée parmi les circonscriptions de Louis-Hébert, Montmorency et Portneuf.

## Géographie
En 1933, la circonscription de Québec—Montmorency comprenait:
- La cité de Québec
- La ville de Québec-Ouest
- Les municipalités de La-Petite-Rivière, Saint-Gérard-Magella, Saint-Michel-Archange, Saint-Jean-Baptiste-de-Boischatel, L'Ange-Gardien et de L'Île-d'Orléans
- La région de Valcartier dans le comté de Portneuf
- Les cantons de Stoneham et de Neilson

## Députés
1. 1925-1930 — Henri-Edgar Lavigueur, Libéral
2. 1930-1935 — Charles-Napoléon Dorion, Conservateur
3. 1935-1958 — Wilfrid Lacroix, Libéral
4. 1958-1962 — Robert Baron Lafrenière, Progressiste-conservateur
5. 1962-1965 — Guy Marcoux, Crédit social
6. 1965-1968 — Ovide Laflamme, Libéral